# Amblystomus latefasciatus
Amblystomus latefasciatus es una especie de escarabajo del género Amblystomus, categorizada en la tribu Harpalini, de la subfamilia Harpalinae. Fue descrita por Basilewsky en 1963.
Mide aproximadamente 4,2 mm de longitud. Se distribuye por África: Mauritania, Senegal, Gambia, Malí, Costa de Marfil, Burkina Faso, Níger, Chad y República Centroafricana.